# Борусија парк
Борусија парк је фудбалски стадион у Менхенгладбаху, Немачка. Представља домаћи терен немачке Бундеслигашке екипе Борусија Менхенгладбах. Овај стадион заменио је стари, који више није задовољавао модерне сигурносне стандарде и међународне захтеве, па је напуштен и срушен у јулу 2004. године. 
Борусија парк има капацитет за 54.067 гледалаца, од којих је 16.145 стојећих места, због популарности тог начина гледања утакмица. За међународне утакмице, стајаће трибине се привремено претворе у седеће, када се добије укупни капацитет за 46.249 гледалаца. 
У склопу новог стадиона налазе се ВИП ложе, фан-шоп, бар и музеј. Изградња је коштала 85 милиона евра.
Упркос великом капацитету и релативно „младој“ градњи, стадион није био један од домаћина утакмица Светског првенства у фудбалу 2006. године, чији је Немачка била организатор.